# Gare de Baume-les-Dames
Gare de Baume-les-Dames – stacja kolejowa w Baume-les-Dames, w departamencie Doubs, w regionie Burgundia-Franche-Comté, we Francji.
Jest stacją Société nationale des chemins de fer français (SNCF), obsługiwaną przez pociągi TER Franche-Comté.